# Zirbitzkogel-Schutzhaus
Das Zirbitzkogel-Schutzhaus (offiziell Helmut-Erd-Schutzhaus) ist eine Schutzhütte des ÖTK in den Seetaler Alpen im österreichischen Bundesland Steiermark. Die Hütte liegt in unmittelbarer Nähe zum Gipfel des Zirbitzkogels und ist Stützpunkt am Eisenwurzenweg, einem österreichischen Weitwanderweg.

## Lage und Umgebung
Das Schutzhaus liegt auf 2376 m ü. A. in der Katastralgemeinde Granitzen der Marktgemeinde Obdach. Die Hütte ist wenige Meter nordöstlich und lediglich 20 Hm unterhalb des Zirbitzkogel-Gipfels im Zentrum der Seetaler Alpen situiert. Von Osten führt ein Güterweg zur Hütte. Westlich der Hütte befindet sich ein Hubschrauberlandeplatz.

## Geschichte

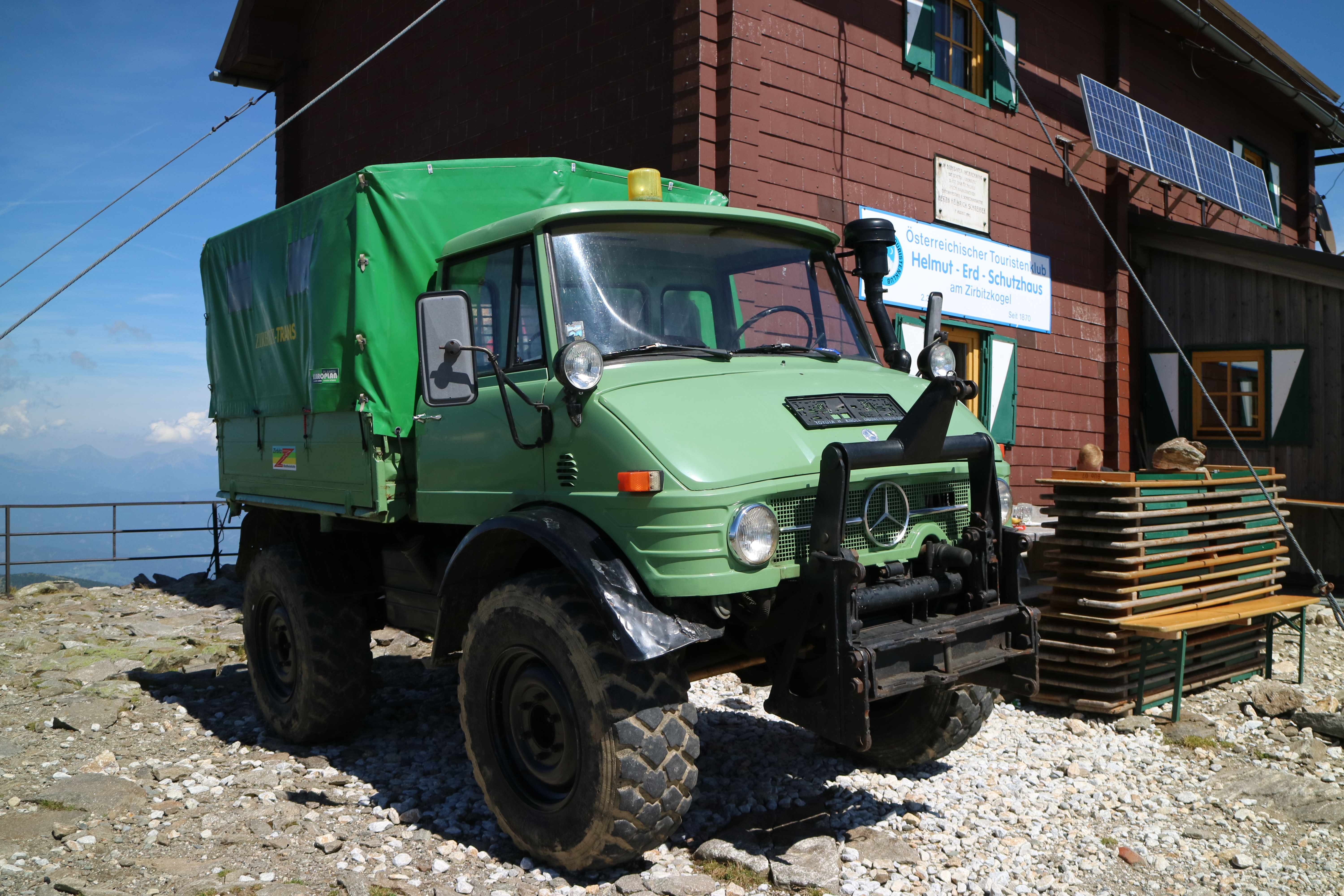
Unimog 406 „Zirbitz-Trans“

Das Zirbitzkogel-Schutzhaus wurde 1870 als erste Schutzhütte des ein Jahr zuvor gegründeten Österreichischen Touristenklubs (ÖTK) eröffnet. Nach nur viermonatiger Bauzeit fand die Eröffnung am 9. Oktober statt. Damit ist das Haus die älteste und je nach Auffassung auch die höchstgelegene Schutzhütte der Steiermark – die Seethalerhütte am Dachstein liegt auf 2740 m ü. A. an der Grenze zu Oberösterreich. Das aktuelle Haus geht auf das Jahr 1896 zurück.
Der zum Sturmschutz mit Stahlseilen im Fels verankerte Bau ruht auf einem Sockel aus Bruchstein und verfügt seit einigen Jahren über Photovoltaik und Solarthermie. Die Versorgung der Hütte erfolgt mittels Unimog und anderer Geländewagen über den Güterweg. Eine Tafel an der Südfassade erinnert seit 1910 an den Ehrenvorstand der ÖTK-Sektion Judenburg und „Schutzhausvater“ Heinrich Schreiber.

## Tourismus

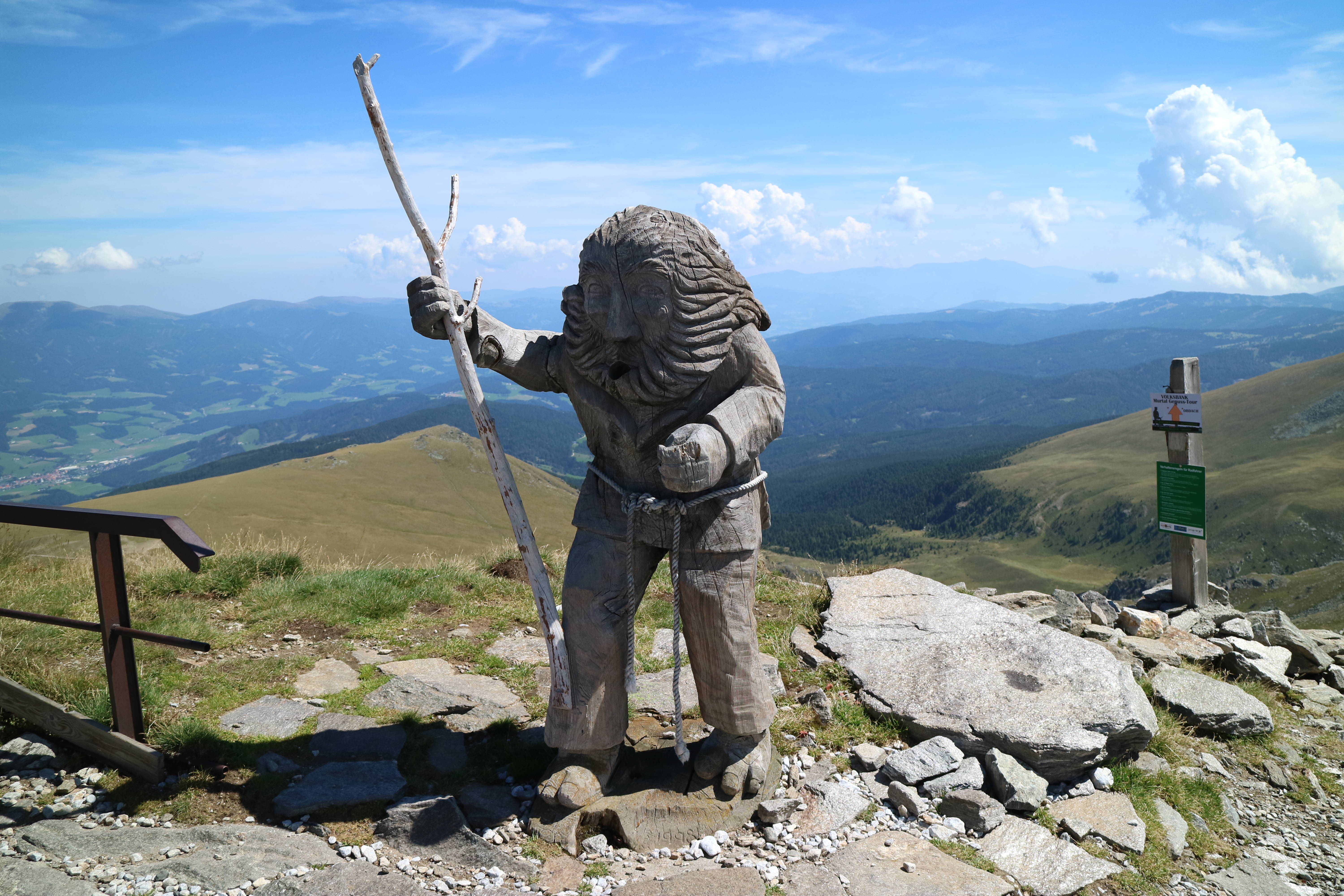
Zirbengeist vor der Hütte

Das Zirbitzkogel-Schutzhaus ist ein vielbesuchtes Tagesziel von Wanderern und Mountainbikern. Über den Güterweg führt von der Waldheimhütte ein beschilderter Abstecher der Murtal Genusstour zur Hütte. Im Winter hat die Hütte bei entsprechender Schnee- und Wetterlage an Wochenenden und während der Ferien geöffnet.

### Zugang zur Hütte
- von der Winterleitenhütte (1782 m): 2 Stunden
- von der Sabathyhütte (1620 m): 2 Stunden
- von der Waldheimhütte (1614 m): 2¼ Stunden
- von der Tonnerhütte (1598 m): 2½ Stunden
- von der Klippitztörlhütte (1644 m ü. A.): 8h[5]

### Tourenziele
- Zirbitzkogel (2396 m): 5 Minuten
- Wildsee (1981 m): 1 Stunde
- Kreiskogel (2306 m): 1½ Stunden
- Großer Winterleitensee: 1½ Stunden